# Couscous
Couscous (Berbers: kseksu of seksu of seysu) is grof gemalen durumtarwe (gries). Het hiermee gemaakte griesmeel wordt via een draaitrommel omgevormd in kleine bolletjes die net als houdbare pasta's worden gedroogd. Ze zijn in verschillende maten verkrijgbaar. Zowel de deegbolletjes zelf als de gerechten die ermee worden gemaakt, worden als couscous-gerecht beschouwd.

## Etymologie
Het Nederlandse woord couscous is gelijk aan het Franse woord voor het Berberse woord kseksu.
Een keskas/akeskas is een uit twee delen bestaande couscous-kookpot die standaard gebruikt wordt door de Berbers van Noord-Afrika. De Berbers noemen deze kookpot ook ikineksu of tikint.
Het gerecht couscous wordt doorgaans in Noord-Afrika meestal "kseksu" maar ook "taam" (طعام) (het eten) genoemd. Taam in Marokkaans Arabische dialecten verwijst ook naar de gekookte couscous zonder kruiden, groenten en vlees.
Noord-Afrikaanse Arabische dialecten hebben altijd een identieke of een afgeleide vorm van het Berberse woord "kseksu" of "seksu". Zo wordt het in Tunesië en Libië kuseksi genoemd, in Egypte kuskusi wat weer lijkt op het Arabische al-kuskus, in Marokko en Algerije is het kesksu en door de Toeareg-Berbers keskesu.

## Verspreiding en betekenis
In de Berberse landen van Noord-Afrika wordt couscous als het nationale gerecht beschouwd. In de westerse keuken heeft couscous, als onderdeel van de internationale keuken, sinds de jaren negentig van de 20e eeuw veel aan populariteit gewonnen dankzij de aanwezigheid van miljoenen Berberse migranten in Europa.
Couscous wordt door Berbers in Noord-Afrika sinds de komst van de islam traditioneel op vrijdag gegeten, maar couscous bestond ook ver vóór de komst van de islam in de tijden van het christendom en daarvoor. De vrijdag is het islamitische equivalent van de christelijke zondag, een soort heilige dag. Couscous heeft dan ook een belangrijke culturele betekenis bij de Berbers op deze dag. Maar couscous wordt ook vaak zonder religieuze betekenis op andere dagen gegeten bij de Berbers, bijvoorbeeld met melk als een licht avondgerecht of met boter en rozijnen als een nagerecht of als een tussendoortje vaak ook met thee.

## Bereiding en nuttiging

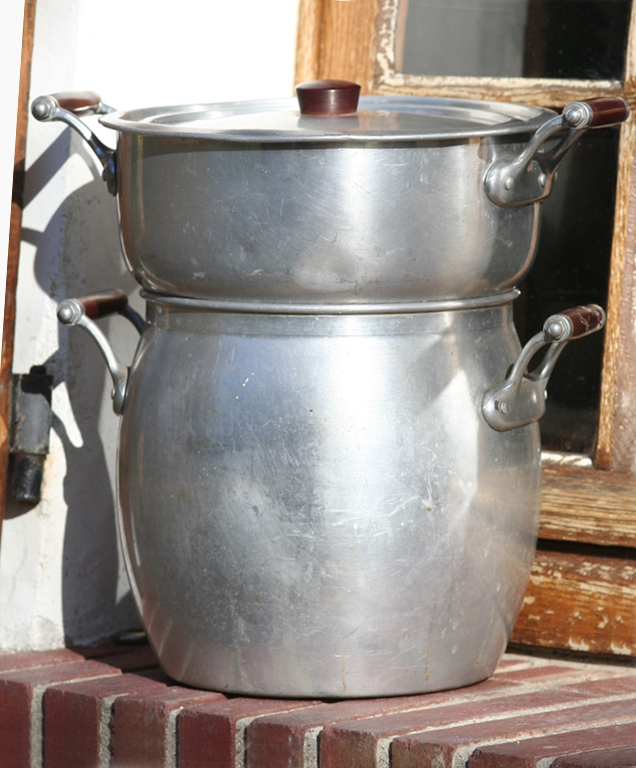
Couscouspan

De makkelijke en snelle manier om couscous te maken is het koken in water met wat plantaardige olie en zout. Traditioneel wordt het echter gemaakt in een tweedelige couscouspan. Hierin worden de couscous en vaak ook de groenten die erbij gegeten worden gestoomd. Couscousgerechten worden met verschillende ingrediënten klaargemaakt, het verschil zit vooral in de hoeveelheid en de soorten groenten.
In Tunesië wordt het gerecht vaak pittiger gemaakt met harissa. Couscous wordt er het vaakst geserveerd met lamsvlees of rundvlees. Ze bereiden couscous echter ook met twee soorten vis; de tandbaars (“kosksi bel manneni”) en de zeebaars (“kosksi bel wargua”). Daarnaast hebben ze ook een zoete variant versierd met groene druiven en gedroogd fruit. Ze noemen het “kosksi bel mesfouf”. Tijdens de ramadan serveren Tunesiërs zoete couscous met melk voor fajr. Tijdens het offerfeest serveren Tunesiërs couscous met “osben”. Dat laatste is het buikvel van een schaap gevuld met “rouz djerbi”.
In Libië gebruikt men ook vis en garnalen als ingrediënt in couscousgerechten. Er wordt ook zoete couscous gemaakt met melk.
Couscoussalade wordt gemaakt door couscous in een mengsel van koud water, azijn en olijfolie te doen en dan een paar uur te laten staan. Er kan van alles worden bijgevoegd om het lekkerder te maken. In Genève bijvoorbeeld is 'couscous fruits de mer' erg populair.
Couscous wordt traditioneel met de vingers gegeten.